# Здравей, капитане
„Здравей, капитане“ е български телевизионен филм (психологическа драма) от 1985 година на режисьора Симеон Димитров, по сценарий на Стефан Янев. Оператор е Панайот Стойнешки.

## Актьорски състав
| В главните роли             | Изпълнител            |
| --------------------------- | --------------------- |
| Капитана Динко Динев „Чико“ | Румен Димитров        |
| „Тюлена“                    | Красимир Ранков       |
| Яна                         | Анета-Катрин Войтович |
|                             | Венелин Кьосев        |
|                             | Любомир Кънев         |
|                             | Данаил Мишев          |
|                             | Стефан Джуров         |
|                             | Христо Христов        |